# Пенетангуишин
Пенетангуишин (англ. Penetanguishene) — городок в Канаде, в провинции Онтарио. Иногда употребляется краткое название — Пенетанг. Город расположен на юго-восточном побережье Джорджиан-Бей. Поселение получило статус города 22 февраля 1882 года.
Считается, что само название Пенетангуишин пришло из языка ваяндот или абенаки, преобразившись в языке оджибве и означает «место белых песков».

## История
Приблизительно в IX веке в этой области поселились гуроны. В начале второго десятилетия XVII века молодой французский переводчик Этьен Брюле стал первым европейцем, побывавшем в этих местах.
В 1793 году Джон Грейвс Симко, первый вице-губернатор Верхней Канады, побывал в этом поселении и решил создать здесь военно-морскую базу. Залив был подходящим местом для стоянки военных кораблей, которые могли бы защищать британские интересы на озерах Гурон, Эри и Мичиган. С 1814 года началось строительство Пенетангишин-роуд (будущая Highway 93) для осуществления наземного сообщения с Барри и Торонто, так как ранее добраться до них можно было только водным транспортом по рекам или заливу Джорджиан-Бей.
В 1817 году военно-морские силы из Мичайлимекинака и городка Скунер (недалеко от современного Васага Бич) объединены в Пенетангуишине, но из-за договоренности с США об ограничении войск обеих стран в районе Великих озёр два британских корабля, HMS Текамсет и HMS Newash, объявлены якобы «гражданскими», а позже якобы утонули в порту в 1828 году. Другие малые суда стали своеобразной штаб-квартирой для разведывательных и картографических служб.
В 1828 году часть британских военных судов переместились от острова Драммонд в район города Пенетангуишин. Многие семьи торговцев пушниной, которые вместе с англичанами переехали из Мичайлимекинака на остров Драммонд после войны 1812 года, вернулись обратно в Пенетангуишин. Они обосновались в городе и его окрестностях.
Хотя военно-морская база прекратила своё существование в 1834 году, наземная военная база просуществовала до 1856 года. Часть служащих после окончания службы остались жить здесь же, составив англоязычное население города.
В 1840-е годы франкоязычные семьи из Квебека, заинтересованные якобы дешевой и плодородной землей, составили франкоязычное население острова Драммонд. Позже, с развитием лесного хозяйства, сюда стало прибывать всё больше англоязычных жителей. Таким образом, Пенетангуишин стал и местным рынком, и местом для встреч у англоязычных жителей.

## Образование
Школа образует единственный в Онтарио протестантский школьный округ.

## Известные люди
В этом городе родились:
- ЛаБри, Джеймс — вокалист группы Dream Theater;
- Орсер, Брайан — канадский фигурист, двукратный серебряный призёр Олимпийских игр, чемпион мира.